# Conus lizardensis
Conus lizardensis é uma espécie de gastrópode do gênero Conus, pertencente à família Conidae.